# ویتاکورا
ویتاکورا (به اسپانیایی: Vitacura) یک کومونه در شیلی است که در استان سانتیاگو واقع شده‌است.

## خصوصیات
ویتاکورا ۲۸٫۳ کیلومترمربع مساحت و ۸۱٬۴۹۹ نفر جمعیت دارد.